# 蕭聿焄
蕭聿焄（?—?），贵州都勻人，清朝政治人物、同進士出身。
乾隆二十六年（1761年）太后七旬辛巳恩科進士，三甲四十八名，官廣西來賓縣知縣。